# Billy Idol
Billy Idol (* 30. listopadu 1955 Middlesex, Anglie jako William Michael Albert Broad) je britský zpěvák, skladatel a herec.
Ze začátku kariéry působil v punkrockových skupinách Chelsea a Generation X a to až do roku 1981, kdy nastartoval úspěšnou sólovou kariéru. Díky nápadnému blonďatému přelivu a zajímavému hlasu se stal jedním z vůdčích symbolů 80. let. Se svými spoluhráči z Generation X nahrál celkem čtyři studiová alba, po rozpadu kapely se přestěhoval do New Yorku, kde potkal kytaristu Steva Stevense. Společně pak nahráli několik hitů opět v punkrockovém stylu. Díky klipům vysílaným na MTV se stal jednou z prvních hvězd tehdy nového televizního kanálu.
Jeho sláva v 90. letech upadala, dále se však věnoval hudební tvorbě. Zatím poslední nahrávka nese název Happy Holidays (2006) a společně s Billym se na ní podíleli Brian Tichy (kytara, basová kytara, bicí) a Derek Sherinian (klávesy). Zajímavostí je, že podle něj byla vytvořena postava Spika v seriálu Buffy, přemožitelka upírů a Angel. V lednu 2023 mu byla odhalena hvězda na Hollywoodském chodníku slávy.

## Diskografie
- 1981: Don't Stop (EP)
- 1982: Billy Idol
- 1983: Rebel Yell
- 1985: Vital Idol
- 1986: Whiplash Smile
- 1988: Idol Songs: 11 of the Best
- 1990: Charmed Life
- 1993: Cyberpunk
- 2001: Greatest Hits
- 2002: VH1's Storytellers: live
- 2003: Essential Billy Idol
- 2005: Devil's Playground
- 2006: Happy Holidays
- 2008: The Very Best of Billy Idol: Idolize Yourself
- 2014: Kings & Queens of the Underground
- 2021: The Roadside (EP)
- 2025: Dream Into It